# BMW Z3
Z3 er en personbil fra tyske BMW.
Den to-personers Roadster blev introduceret i 1996, og udvalget blev i 1998 suppleret med Coupé modellen.
Motorprogrammet rækker fra en 4 cylindret 1,8 motor med 85 kW (116 hk) til en 6 cylindret 3,2 motor med 239 kW (325 hk).
Z3 har den interne betegnelse E36/7 for Roadster modellen og E36/8 for Coupé modellen, og er baseret på BMW E36 platformen fra BMW 3-serien.
- Wikimedia Commons har flere filer relateret til BMW Z3

| Stub | Spire Denne bilrelaterede artikel er en spire som bør udbygges. Du er velkommen til at hjælpe Wikipedia ved at udvide den. |